# 備崎経塚

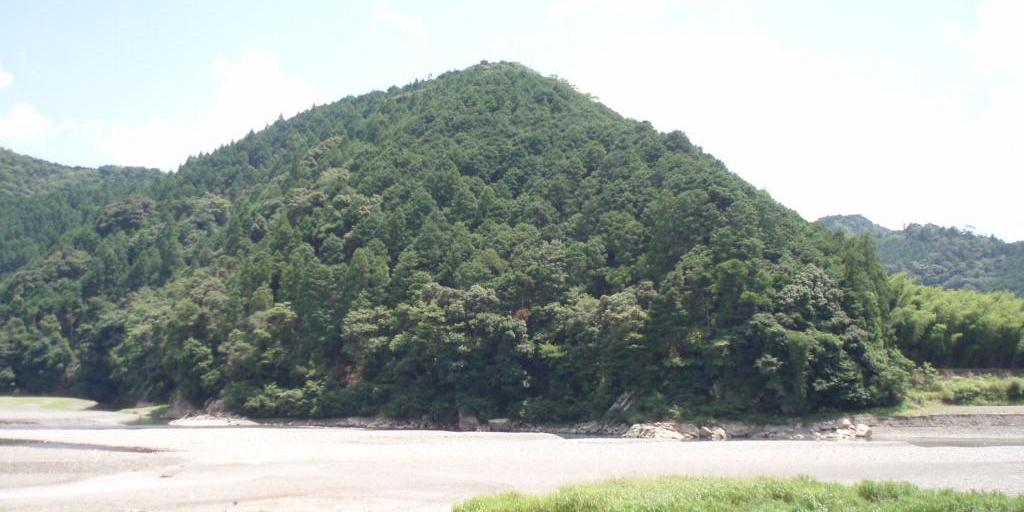
熊野川右岸から備崎を望む

座標: 北緯33度49分48.0秒 東経135度46分38.0秒 / 北緯33.830000度 東経135.777222度

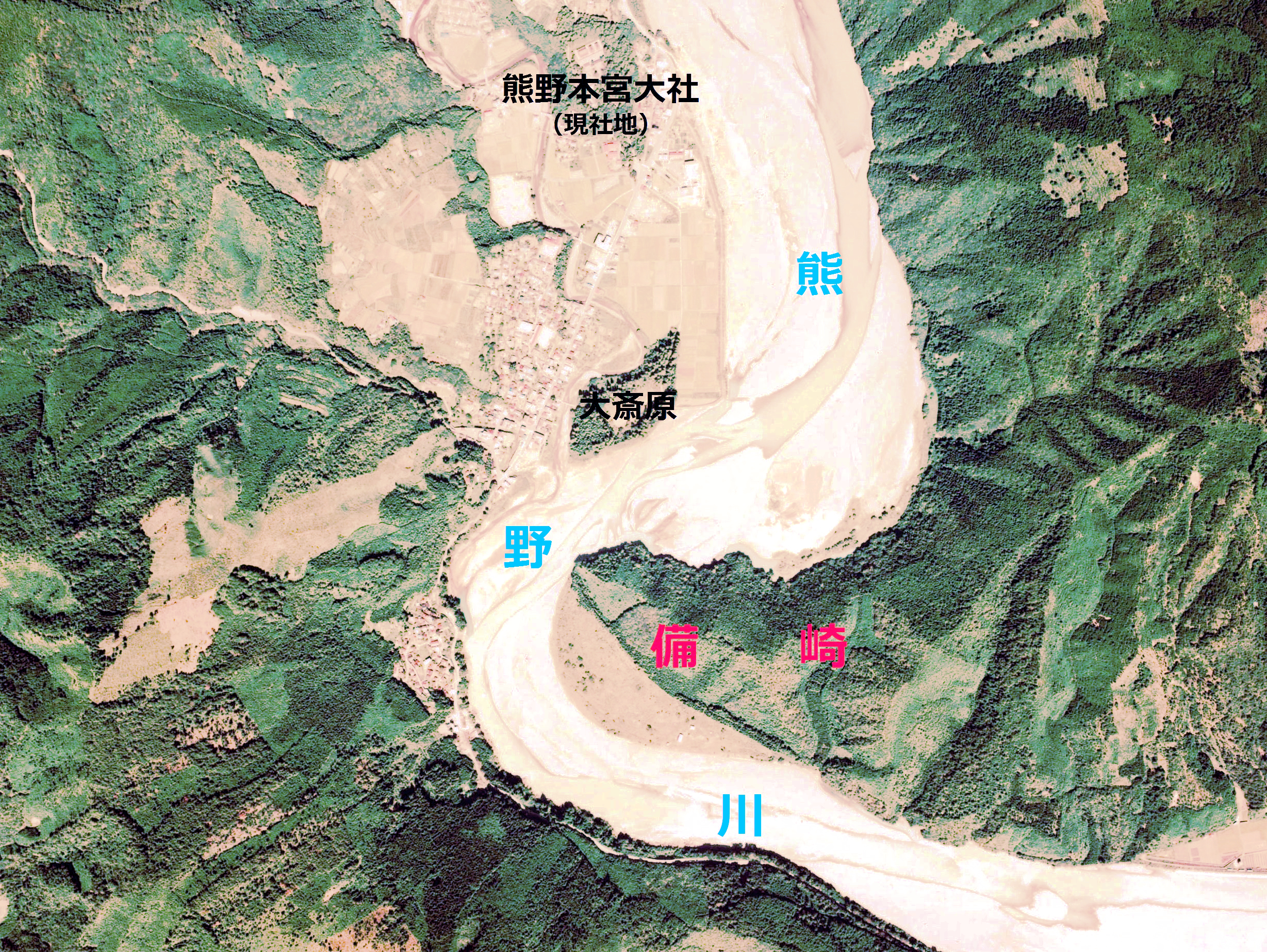
備崎および熊野本宮周辺の空中写真（1976年撮影）
画像中央を縦断する河川が熊野川。東側から半島状に張り出した尾根が備崎。北西対岸（画像中央）の楕円形状の緑地が大斎原。画像上部中央の円形の緑地が熊野本宮大社現社地。

備崎経塚（そなえざききょうづか）は、和歌山県田辺市本宮町内にある経塚遺跡。遺跡のある備崎は大峯奥駈道上の霊地である七越峰から派生した熊野川左岸の丘陵で、熊野川にUの字状に囲まれるようにして大きく張り出しており、大斎原（おおゆのはら、熊野本宮大社旧社地）と川筋を挟んで向かい合う位置にある。
国の史跡「大峯奥駈道」（2002年〈平成14年〉12月19日指定）の一部である。また、大峯奥駈道は世界遺産「紀伊山地の霊場と参詣道」（2004年登録）の一部である。

## 発掘の経緯
熊野詣が盛んになり始めた時期と経塚造営の流行期が重なることから、熊野三山を中心とする熊野には多くの経塚が営まれ、新宮、那智山においては大規模な経塚の存在が知られていた。三山の緊密な関係や新宮・那智山における経塚遺跡の規模からすると、本宮にも同様の経塚造営が推定されるものの、本宮ではその旧社地が熊野川・音無川・岩田川の3つの川の合流する中洲という水害にさらされやすい不安定な場所にあって、旧社地周辺での埋蔵物の出土は全くなかった。明治時代に大水害に被災して関連史料が利用できなくなったため、本宮の経塚についてはほとんど明らかになっていなかった。わずかに、本宮における堤防工事の折に「土中出現黄金仏」と伝える曲亭馬琴の随筆『兎園小説』の記事、およびそれに関連すると見られる銅製経筒および陶製外容器が伝わっていたものの、馬琴の記事では出土の状況は明確ではない。
備崎経塚が初めて報告されたのは、1990年（平成2年）、和歌山県教育委員会の調査によってであった。和歌山県教育委員会は、東牟婁郡地域を対象として実施した「東牟婁地方広域遺跡群詳細分布調査」の一環として備崎の調査を実施した。この調査では、丘陵頂部にあたるA地点、丘陵西端のB地点、Bに隣接し、本宮旧社地と熊野川を挟んで向かい合う尾根筋北東斜面上のC地点、Aから北東の斜面上のD地点の4つの調査地点が設定され、A地点からは河原石や須恵質の甕片といった経塚の可能性のある遺構が検出され、B地点には河原石集石の遺構が確認されたほか、C地点では、修験道の道場とされてきた巌の側から瓦質の土器底辺が得られ、さらなる調査の必要性が指摘された。
2001年（平成13年）、和歌山県教育委員会の調査結果を踏まえて、和歌山県東牟婁郡本宮町（当時）は、世界遺産登録およびその前提となる史跡指定を目指す登録推進活動の一つとして備崎経塚の調査を企画した。本宮町は備崎経塚群発掘調査委員会を組織し、国庫補助金を得て大谷女子大学文学部文化財学科の中村浩に調査実務を依頼した。中村は現地視察を経て、2001年（平成13年）12月11日から14日にかけて遺跡の分布・測量・遺構確認を目的とした予備調査を、翌2002年（平成14年）2月5日から15日にかけて本格調査をそれぞれ実施し、成果を報告書として刊行した。

## 備崎経塚

### 遺跡の分布
大谷女子大学の調査により、丘陵頂部付近に遺構所在の可能性が高い部分が存在することのほか、丘陵一帯に経塚以外にも祭祀遺構・建物遺構の可能性が示唆され、地形測量の結果、人為的な改変が加えられている可能性が認められた。調査地内の町有林には、本宮旧社地を見下ろす丘陵中腹部一帯にかけて河原石散布地があり、撹乱を受けている可能性があるものの、遺構検出作業により陶片数点が確認された。出土遺物として、青銅鏡破片、経筒破片、影青合子蓋破片、緑釉陶器破片、青銅製経筒破片などのほか、大谷大学の調査で第3地点B区1号経塚と呼ばれた地点からは、盗掘者の目を逃れたと見られる仏像らしき遺物も検出された。
調査にあたっては、丘陵稜線上に第1から第7の地点を設定し、さらに各地点で積み石の状況の観察をもとにして区として区分した。7つの地点のうち、発掘調査が実施されたのは第1と第3の2つの地点で、39基の経塚が検出された。調査に当たっては撹乱の復元に努めつつも、保存を考慮したため、遺構の重複状況などいくつかの調査は断念された。これらの調査地点では、経塚の遺物・遺構だけでなく、磐座信仰に関連すると見られる巨石や、丘陵頂部の第7地点では修験道における宿とされる「備宿」の遺跡の可能性がある平坦部が検出され、精査の必要が指摘された。

### 形態と遺物

#### 経塚の形態と配置
検出された経塚遺構は、a形態からf形態の6つに分類された。a形態からc形態、およびe形態の各形態は積み石が一部失われているとの推定により、d形態は内部から検出された遺物との形状から、復元状態が推定されたが、f形態は蓋状の部分の状況が明らかではなく、経塚であることを識別しうる標示石を伴うという特徴があった。
これらの分類は遺構の形態の観察によって得られた経験的判断をもとにした分類であることから、杭と石室の有無を基準として目的を推定した分類が提唱されている。それによれば、杭のみのa形態、杭・石室とも無しのb形態、石室のみのe形態、杭・石室ともありのf形態を独立した形態とし、c形態とd形態をb形態のバリエーションであるという。備崎経塚で最も多く検出されたのは、より簡略な構造を持つa形態とb形態であり、労力を要するf形態は希少であるが、第3地点平坦面の中央部に位置していることが注目される。これらの形態は、時枝[2011]・山本[2006a]らにより目的を異にすると推定され、石室を伴うとはいえ簡便なものに過ぎないb形態・e形態は経典の奉納のための納経を、a形態・f形態は経典の保存のための埋経を、それぞれ目的とするものとされた。
経塚群は積み石の堆積状況をもとに各地点は区に区分され、例えば第1地点ではAからDの4つの区に分けられた。第1地点のAからCの各区では、複数の経塚を囲うような石列の配置が見られた。こうした経塚の配置が何らかの秩序を伴うことは確かであるが、当初から何らかの意図、例えば勧進僧ごとの割当てや近親関係、知識層によるものといった条件に基づく区画設定であるのか、継続的に経塚が営まれた結果として発生したものであるのかは未だ明らかではなく、今後の検討課題となっている。

#### 遺物
出土した遺物には火打金（火打鎌）2点、草花双鳥文鏡、銅造薬師如来立像などがあるが、最も多く出土しているのは陶器・磁器である。
銅造薬師如来立像は、第3地点B区中央部の方形杭底部で出土したもので、頭部の肉髺の形状や着衣の形式から如来像とみられ、左手に薬壺と思われるものを載せていることなどから薬師如来像と判断された。作風から平安時代末期から鎌倉時代初期にかけての作品と見られる。薬師如来が経塚に埋納されたいくつかの例があるが、そのうち2例は那智経塚出土品（奈良時代末）、熊野速玉大社の如法堂経塚出土品（平安後期）である。那智山の出土品は経塚造営に先立つ修法において用いられたと考えられており、同様の用法があった可能性がある。
磁器・陶器では、外容器と見られる常滑の甕の破片であり、13世紀のものが多数を占めるが、古くは12世紀後半、新しいものには14世紀のものも含まれている。しかし、発掘が実施された第1地点および第3地点だけで経塚の検出が39基にのぼり、経塚とは認められなかった礫群も合わせると70基に達するのと比較すると、盗掘による喪失や未検出遺物の残存を考えたとしても経筒・外容器の総数は顕著に少なく、当初から経筒などを納めない礫群・塚の存在や、地下の経塚遺構と関係なく礫群が営まれた可能性も考えられる。
経筒・外容器の産地に注目すると、西日本由来の陶磁器が多い那智経塚と異なり、備崎経塚では渥美窯・猿投窯・瀬戸焼などの東海地方産の陶器が多く、12世紀には窯が開かれて間もないはずの常滑窯の品が多いことは、備崎経塚の造営に東日本からの参詣者が大きな役割を持った可能性を示している。
また、破損した遺物が顕著であることも指摘される。こうした破損は盗掘によるものだけでなく、繰り返し経塚が造営され、納経や積み石が行われたことにより発生した可能性もある。磁器・陶器の出土品の年代が12世紀後半から14世紀にまで及ぶことや、経塚に保護の機能を欠く、納経のための形態のものが多いこととも併せると、備崎経塚では経塚の造営が繰り返し行われていたと考えられている。

### 自然科学的分析
大谷女子大学の調査では、検出された遺物に対する自然科学的分析が行われた。行われたのは金属製出土品と、出土陶器および周辺岩石の分析である。金属製品の分析では、(1)小型仏像の光背(2)塗金された経筒の蓋(3)経筒身と思われる破片の3点を試料とし、蛍光X線分析による非破壊検査をおこなった。その結果、それぞれの腐食前の材質として、(1)銅-鉛系で錫を微量含む材料、(2)銀を少量含む金でめっきされた銅合金（銅合金の組成は不明）、(3)銅-砒素-鉛系の合金との推定が得られた。ただし、表面の腐食部分をもとにした推定であって製造時の金属組成を正確に示すものではなく、微量元素についても確かな値は得られていない。
出土陶器および周辺岩石の分析では、32点の出土物と地元で採取された岩石試料8点に対し、蛍光X線分析による非破壊検査を行い、成分となっている元素の分析を行った。出土物の材質は、土師器2点、瓦質土器2点、須恵質土器9点、灰釉陶器1点の他は全て陶器で、16点が常滑産、3点が渥美産、6点が猿投産、1点が瀬戸産と推定され、常滑産が圧倒的に多いという結果を得た。

## 研究史
備崎経塚の発掘に先立つ本宮周辺の経塚の先行研究として最初期に属するのは、杉山洋による熊野三山の経塚に関する研究（杉山[1983]）である。備崎経塚の発掘以前には、本宮出土の遺物として伝えられているのは、東京国立博物館所蔵の銅製経筒および陶製外容器の2点に過ぎず、杉山が取り上げたのはこれらの遺物である。銅製経筒および陶製外容器が発掘されたのは江戸時代と伝えられており、曲亭馬琴の随筆『兎園小説』に「土中出現黄金仏」として言及されている。『兎園小説』は、文政8年（1825年）3月22日、本宮において堤防工事の折に発見されたという出土の状況を伝えているものの、出土地点までは明確にしていない。『兎園小説』は、東京国立博物館所蔵の陶製外容器と同じ銘文を記録している。
陶製外容器（「陶製外筒」とも称する）として知られる遺物は、渥美窯の最古の時期に属すると考えられている大形のもので、寸法は最大径41.0センチメートル、総高39.3センチメートルに達する。表面の銘文から、保安2年（1121年）10月に、願主良勝、檀越散位秦親任が大般若経600巻を50巻一組にして12本の経筒に分けて埋納したものであることが分かる。檀越である秦親任なる人物は、他の史料や年代との符合といった点から京都・松尾大社の神主であった秦氏の一族と推定されている。また、願主の良勝は伊豆山神社経塚から出土した永久5年（1117年）銘銅鋳製経筒にある「僧良勝」と同一人物であると推定されている。後者の傍証となるのは、熊野三山との影響関係である。伊豆山神社は、熊野三山と等しく本宮・新宮・中本宮の三山構成とし、ナギを神木としている。また、熊野は乾元2年（1303年）以来、遠江国を知行国とし、さらに阿波国や安房国をも知行国としていたが、これらの国々と熊野は太平洋上の海路によって結び付けられており、東国からの熊野詣においては年貢米を運ぶ船に便乗した例も知られていることから、良勝が海路で諸国を回遊した可能性も指摘されている。
関秀夫は、熊野三山の経塚を論じる中で杉山と同じ出土品をとりあげた。関は、陶製外容器外面の銘文と関連すると見られる拓本が存在することを指摘し、両者が一致しないことを示した。銘文によれば埋納は12個の容器に分納されて行われたと見られることから、一般に同型同大の容器が他に11体あるはずである。しかし、出土品と拓本が一致しないことから、形状や器物の大きさが異なる容器が存在する可能性があることを関は指摘し、現存する遺物に疑念を表明した。また、『兎園小説』には銅製経筒について記述が無く、逆に同書に記述のある阿弥陀像とその納入容器は今日に伝わっておらず、「歳代記」などの熊野関連の諸史料にも文政8年以外の記録が見られない。陶磁研究者からも陶製外容器の真正性を疑問視する見解が出されているなど、これら江戸時代の出土と伝わる遺物は、遺物自体の真贋も含めた再検討が必要とされている。
大谷女子大学による発掘調査は本宮周辺の経塚に対する初の本格的調査であって、和歌山県の調査を踏まえ、世界遺産登録および史跡指定を念頭に置いた本宮町からの依頼により実施されたものである。2001年12月から2002年3月にかけて実施された調査の結果、丘陵西端部から頂部にかけての痩せ尾根上に経塚が密集して営まれており、保存状態こそよくはないものの、2箇所の発掘地点から39基の経塚と各種の出土品が得られ、経塚を6つの形態に分類した。
大谷女子大学による成果を踏まえた山本義孝は、備崎経塚を修験道の信仰遺跡の一部として位置づけるべきことを主張し、発掘成果をより広い見地から評価することを試みた。時枝務はこうした山本の問題提起を受けて、備崎の位置、すなわち、大峯山脈を貫いて吉野・熊野を結ぶ奥駈道の一方の端にあるという点から、金峯山経塚と対になる結界としての役割を持つものと指摘した。さらに時枝は、備崎経塚と金峯山経塚の造営時期の前後関係から、修験道における信仰の成立史への示唆を示した。山本義孝は、こうした研究を念頭に置きつつ、修験道における「宿」の一部として備崎経塚を位置づけなおし、峯中路における宿および磐座祭祀の遺跡および聖域の境界としての性格を明らかにするだけでなく、中世の熊野参詣道上に設けられた九十九王子のひとつ滝尻王子に対しても、備崎と同じ聖域の境界としての性格を指摘した。

## 文化財
- 国の史跡「大峯奥駈道」（2002年〈平成14年〉12月19日指定）の一部[2][3]
- 世界遺産「紀伊山地の霊場と参詣道」（2004年登録）の一部[4]